# Tanaka Ryohei

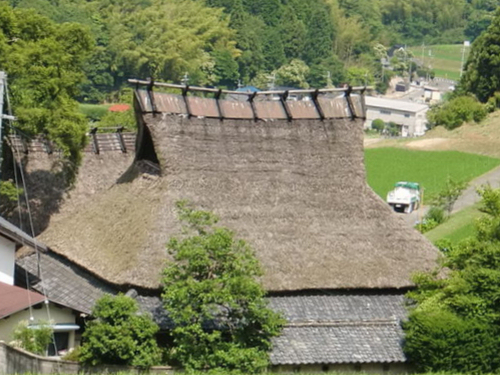
Traditionele rieten daken, zoals hier afgebeeld, staan vaak centraal in het werk van Tanaka Ryohei.

Tanaka Ryohei (Japans: 田中良平) (Takatsuki, 1933 – 2019) is een Japanse prentkunstenaar. Tanaka staat vooral bekend om zijn gedetailleerde (meestal) monochrome etsen van traditionele Japanse boerderijen, tempels en landschappen. De inspiratie hiervoor haalt hij uit de omgeving rond Kyoto. Thematisch zijn Tanaka's werken gerelateerd aan shin hanga kunstenaars, zoals Hasui Kawase, met hun romantische en nostalgische voorstellingen. Tanaka bracht in totaal 770 etsen uit, waarvan het aantal drukken boven de 100.000 ligt.
Het werk van Tanaka is te vinden in de collecties van verschillende musea waaronder het Museum of Fine Arts en het Metropolitan Museum of Art. In het Japanmuseum SieboldHuis in Leiden was in 2019-2020 een tentoonstelling rond het werk van Tanaka Ryohei.
- Bibliothèque nationale de France: cb18119595q (data)
- Gemeinsame Normdatei: 120061352X
- International Standard Name Identifier: 0000 0000 7903 9469
- Library of Congress Control Number: n85139663
- Nationale Bibliotheek van Israël: 987007268746405171
- Système universitaire de documentation: 240865537
- Union List of Artist Names: 500490331
- Virtual International Authority File: 98251999
- WorldCat: E39PBJh8J4JkRdB7jXFPQf3G73